# Laheküla (Saaremaa)
Koordinaten: 58° 16′ N, 22° 27′ O

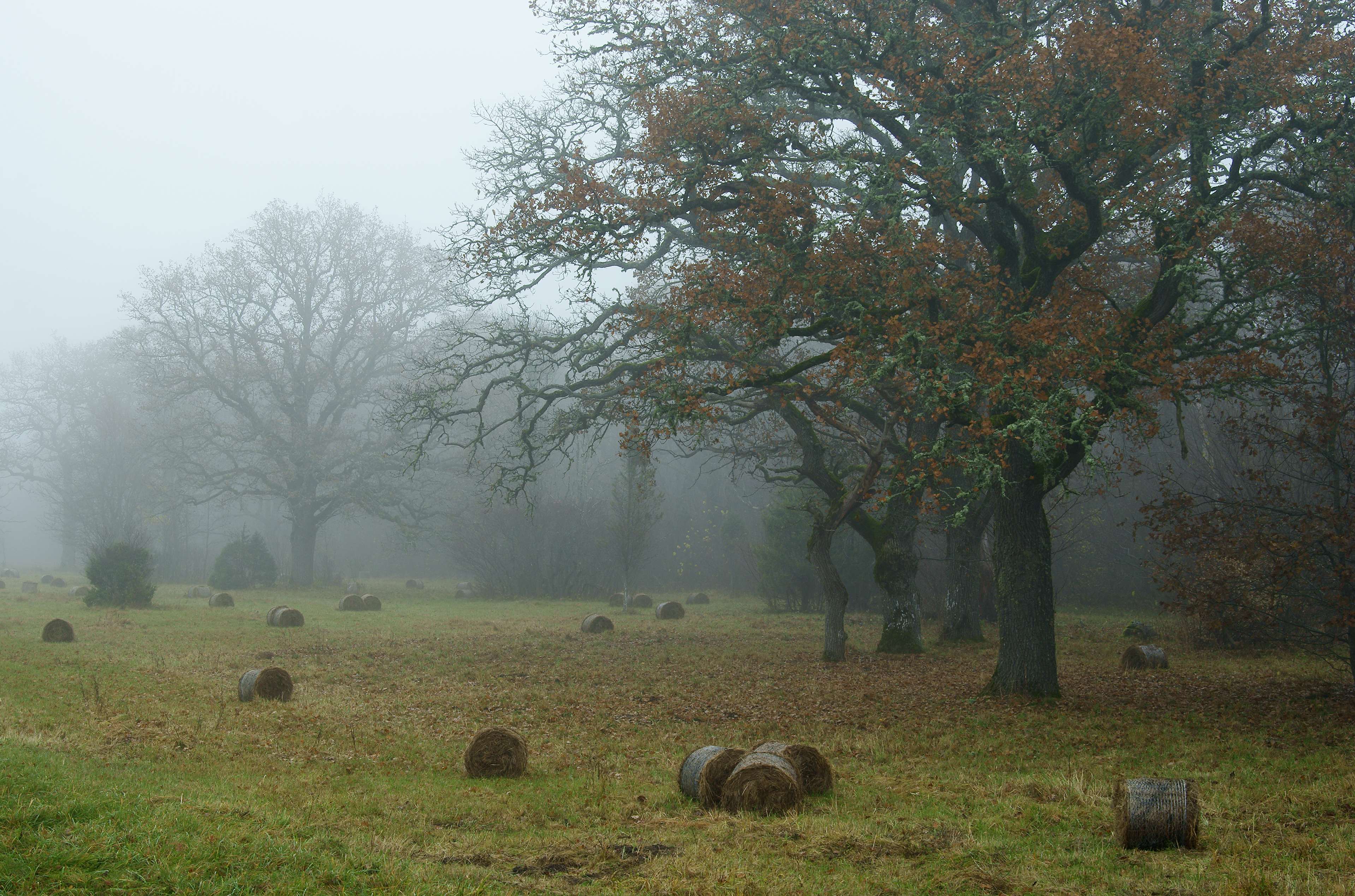
Wald bei Laheküla

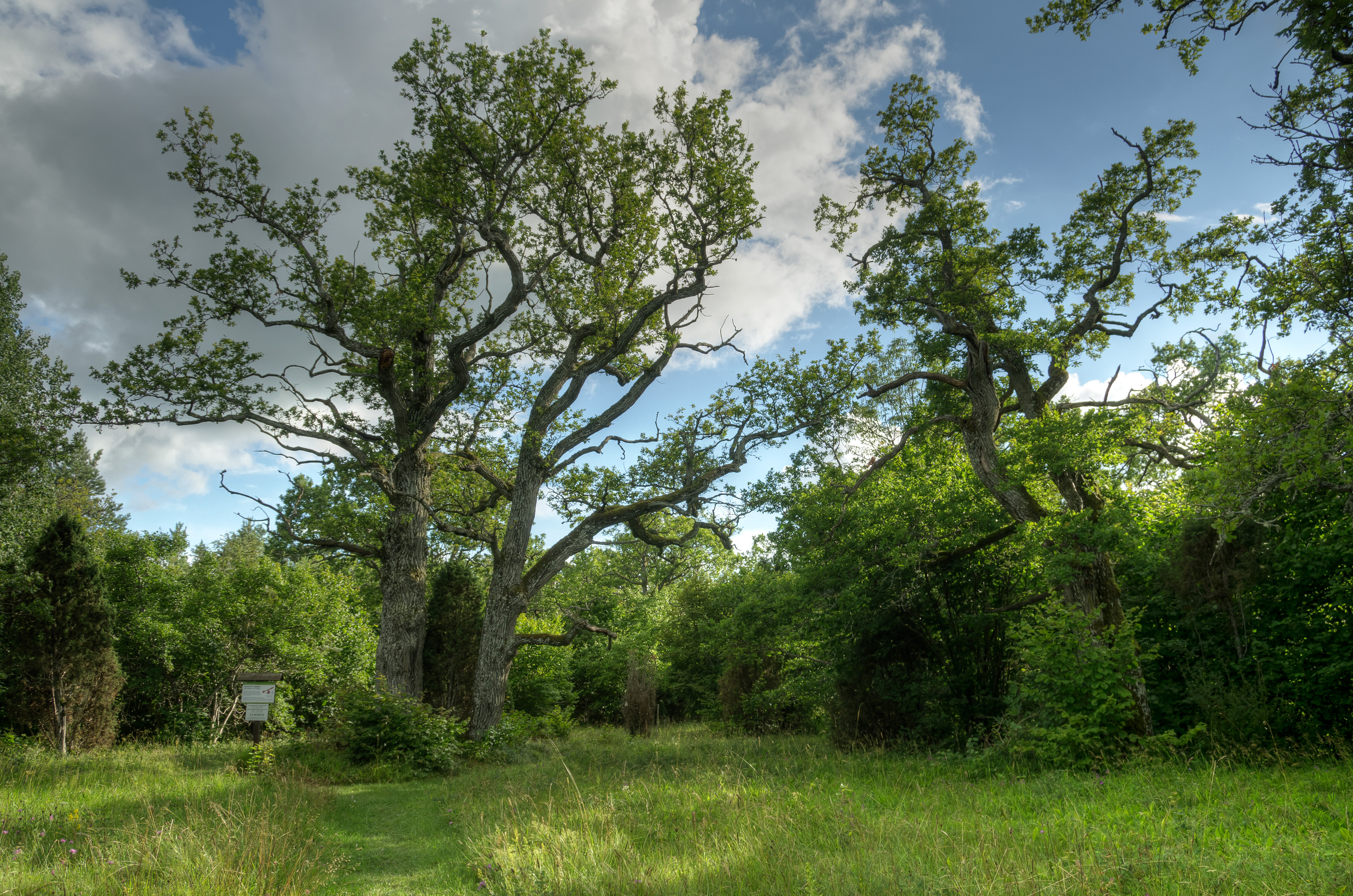
Den beiden Brüdern Johannes und Joosep Aavik gewidmete Eichen

Laheküla ist ein Dorf (estnisch küla) auf der größten estnischen Insel Saaremaa. Es gehört zur Landgemeinde Saaremaa (bis 2017: Landgemeinde Lääne-Saare) im Kreis Saare. Laheküla ist nicht zu verwechseln mit Allikalahe und Tirbi, die ebenfalls auf der Insel Saaremaa liegen und bis 2017 Laheküla hießen,  sowie Laheküla, das seither ein Teil von Maasi ist.

## Einwohnerschaft und Lage
Das Dorf hat 206 Einwohner (Stand 1. Januar 2016). Seine Fläche beträgt 12,81 km².
Der Ort liegt am westlichen Stadtrand der Inselhauptstadt Kuressaare.

## Eichenwald
Bekannt ist Laheküla vor allem für den 55 Hektar großen Eichenwald von Loode (Loode tammik). Er steht seit 1955 unter staatlichem Schutz. Die ältesten Bäume sind bis zu 500 Jahre alt. In dem Gebiet finden sich auch vierzehn verschiedene Orchideen-Arten.
2003 wurde ein ornithologischer Beobachtungsturm errichtet.